# Szabó Zsuzsa (színművész)
Szabó Zsuzsa (Tata, 1961. december 5. – ) magyar színésznő.

## Életpályája
Tatán született, 1961. december 5-én. 1980-tól két évet végzett a Színház- és Filmművészeti Főiskolán. 1982-től a Békés Megyei Jókai Színházban kezdte pályáját. 1987-től egy évadot töltött a Győri Kisfaludy Színházban. 1988-tól a Jurta Színházban, 1989-től a Honvéd Művészegyüttesében szerepelt. Játszott a Fogi Gyermekszínházban is. 2013-tól az Újszínház társulatának a tagja. Az Apor Vilmos Katolikus Főiskolán szerzett diplomát, drámapedagógia és szociálpedagógia szakon. Bemondóként dolgozott a Magyar Rádióban is. 
Férje Gyürki István színművész volt.

## Fontosabb színházi szerepei
- Makszim Gorkij: Éjjeli menedékhely... Natasa
- William Shakespeare: Szentivánéji álom... Puck vagy Robin pajtás
- William Shakespeare: Sok hűhó semmiért... Hero, Leonato leánya
- Henrik Ibsen: Peer Gynt... Solvejg
- Nyikolaj Vasziljevics Gogol: Háztűznéző... Agafja Tyihonovna
- Grimm fivérek: Suszter és a karácsonyi manók... Zizi Manó
- Giulio Scarnacci - Renzo Tarabusi: Kaviár és lencse... Fiorella, Leonida lánya
- Georges Feydeau: Bolha a fülbe... Lucienne Homenides de Histangua
- Neil Simon: Furcsa pár... Gwendolin
- Pierre Barillet - Jean-Pierre Grédy - Nádas Gábor - Szenes Iván: A kaktusz virága... Antonia
- Ivan Stodola: Tea a szenátor úrnál... Elena
- Arthur Schnitzler: Körtánc... A fiatalasszony
- Gárdonyi Géza: A bor... Baracsné, Szúnyog Juli, Imre felesége
- Kovách Aladár: Téli zsoltár... Aletta
- Németh László: Bodnárné... Cica, Péter menyasszonya
- Illyés Gyula: Szélkötő Kalamona... Királylány
- Weöres Sándor: A kétfejű fenevad... Lea, Ibrahim leánya
- Nyirő József: Jézusfaragó ember... Véri
- Szigligeti Ede: Liliomfi... Erzsike, Kányai lánya
- Jókai Mór: A bolondok grófja... Mártha
- Mikszáth Kálmán: A Noszty fiú esete Tóth Marival... Velkovicsné Kohlbrunn Zsuzsanna; Répásiné
- Móricz Zsigmond: Sári Bíró... Veroni
- Karinthy Ferenc: Gellérthegyi álmok... Lány
- Fekete István: Vuk... Cin; Nyau
- Békés József: A legbátrabb gyáva... Cicmil Ográd, választékos és varázsló macska
- Bencsik Imre: Pillanatnyi pénzzavar... Andrea, titkárnő, Balla felesége
- Páskándi Géza: A vigéc... Zsuzsa
- Mészöly Gábor: Na, Nebántsvirág!... Denise-Nebántsvirág
- Benedek Gyula: Nils Holgersson csodálatos utazása a vadludakkal... Pocok
- Pavlovits Miklós: Ördög a zsákban... Borbála királykisasszony
- Eisemann Mihály: Bástyasétány 77... Hajdú Tini
- Huszka Jenő: Mária főhadnagy... Panni
- Vaszary Gábor: Ki a hunyó? avagy Bubus... Kisasszony
- Wass Albert: A funtineli boszorkány... Terka

## Filmek, tv
- Gyalogcsillag (1983)... Rózsalány
- Az utolsó ügyfél
- Sztyepancsikovo falu és lakói (1986)
- Szigorú idők (1988)... Leövey Klára
- A bikafejű szörnyeteg (1988)... Pentheusz felesége
- Szomszédok (sorozat)

67. rész (1989) ... asszisztens a gyermekruha üzletben
53. rész (1989) ... anya
- Margarétás dal (1989)
- Jó estét, Wallenberg Úr (1990)... Lilith
- Szélkötő Kalamona
- Ábel Amerikában (1998)
- A titkos háború (2002)